# Photoscotosia palaearctica
Photoscotosia palaearctica là một loài bướm đêm trong họ Geometridae.